# Kurt Martti Wallenius
Generál Kurt „Martti“ Wallenius (25. července 1893 Kuopio – 5. května 1984 Helsinky) byl finský generálmajor, politik a spisovatel.

## Biografie
Vojenský výcvik a zkušenosti získal za první světové války v 27. praporu pruských královských myslivců. Zúčastnil se občanské války ve Finsku, kde vedl jednotky bílých u Tervola, Tornia, Kuolajärvi a Kuusama. Později vedl severní část sil provádějících vojenskou operaci na osvobození Bílé Karélie nazvanou Expedice Viena. Její selhání je nutno přičíst na vrub totálnímu neúspěchu právě Walleniovy skupiny, ovšem sama splnitelnost cílů mu zadaných zůstává otázkou.
V roce 1920 byl jmenován vojenským atašé v Berlíně, v letech 1926–1930 zastával post náčelníka generálního štábu Finských ozbrojených sil. V roce 1930 obdržel hodnost generálporučíka.
Byl jedním ze zakladatelů a vůdců radikálního polofašistického Hnutí Lapua (vzniklo v prosinci 1929, zakázáno v listopadu 1932). To mu vyneslo několikeré uvěznění (zejména pak v roce 1932 po velice nepodařeném pokusu o převrat).
Za zimní války jej maršál Mannerheim jmenoval velitelem bojové skupiny Laponsko (prosinec 1939). S pouhými 6000 muži a dvěma děly z 19. století dokázal zastavit postup tří sovětských divizí Laponskem. Jeho přepadovým oddílům Sissi se podařilo to, co se pak Finové i Němci marně pokoušeli zopakovat za tzv. pokračovací války – na 14 dnů vyřadily z provozu Murmanskou magistrálu.
Na přelomu února a března 1940 jmenován velitelem Sboru ochrany pobřeží, majícího za úkol bránit západní břeh Viipurského (Vyborského) zálivu. Byl to zjevně nesplnitelný úkol, navíc Wallenius ostře protestoval proti převelení do oblasti, v níž dosud nikdy nevelel a kde nebude mít čas se zorientovat, tím spíše, že s ním přišly i jeho jednotky, které nebyly pro tamní terén cvičeny.
Když Rudá armáda zahájila hlavní útok přes Vyborský záliv, ukázalo se, že ji nebude možné zastavit, neboť její materiální i početní převaha byla zdrcující. Wallenius nedokázal ani při své nejlepší snaze zabránit vytvoření sovětského předmostí na svém břehu. Podle některých hlášení prý propadl depresím a příliš pil. Jeho vedení operací bylo řadou důstojníků kritizováno, ovšem těžko je označit za špatné, šlo spíše spory různých škol. Těžko je rozhodovat na pozadí bitvy, kterou nebylo možno žádným způsobem vyhrát. Po několika dnech byl Wallenius nejprve převelen do zálohy a o rok později jej propustili z armády.
Po zbytek svého života pokračoval ve své původní profesi spisovatele. Jeho romány a povídky se prosadily i v zahraničí, zejména ve Francii.

## Vyznamenání
- velkodůstojník Řádu bílé růže
- velkokříž Řádu finského lva
- Železný kříž I. třídy
- Řád železné helmice
- Královský řád svatých Cyrila a Metoděje